# Trận Osijek
Trận Osijek (tiếng Croatia: Bitka za Osijek) là một trận đánh trong Chiến tranh giành độc lập Croatia, diễn ra từ tháng 8 năm 1991 đến tháng 6 năm 1992, khi Quân đội nhân dân Nam Tư (JNA) tấn công thành phố Osijek. Các tấn công đạt đỉnh điểm vào cuối tháng 11 và tháng 12 năm 1991, sau đó giảm dần vào năm 1992 sau khi kế hoạch Vance được chấp thuận. Không kích và tấn công trên bộ của các đơn vị bộ binh và thiết giáp nhằm vào các mục tiêu trong thành phố cùng với pháo kích, đã khiến khoảng 800 người thiệt mạng và một lượng lớn người dân phải di tản. Các nguồn tin của Croatia ước tính rằng 6.000 quả đạn pháo đã được bắn vào Osijek trong thời gian này.
Sau khi JNA chiếm được Vukovar vào ngày 18 tháng 11 năm 1991, Osijek là mục tiêu tiếp theo. Các đơn vị JNA trực thuộc Quân đoàn 12, được hỗ trợ bởi Lực lượng Vệ binh Tình nguyện Serb, đã đạt được một số bước tiến nhỏ vào cuối tháng 11 và đầu tháng 12, chiếm được một số ngôi làng ở phía nam Osijek, nhưng Quân đội Croatia vẫn duy trì mặt trận phòng thủ và hạn chế các bước tiến của JNA.
Sau trận Osijek, chính quyền Croatia đã buộc tội 13 sĩ quan JNA tội ác chiến tranh, nhưng cho đến nay không ai bị bắt. Các nhà chức trách Croatia cũng buộc tội chỉ huy lực lượng bảo vệ Osijek, Branimir Glavaš, và 5 người khác. 5 người này đã bị kết án và nhận các bản án từ 8 đến 10 năm và các thủ tục tố tụng chống lại Glavaš đang được tiến hành, tính đến tháng 3 năm 2015.

## Bối cảnh
Năm 1990, sau bầu cử quốc hội Croatia, căng thẳng sắc tộc trở nên tồi tệ hơn. Quân đội Nhân dân Nam Tư (Jugoslovenska Narodna Armija – JNA) đã tước vũ khí của Lực lượng Phòng thủ Lãnh thổ Croatia (Teritorijalna obrana – TO) để giảm thiểu khả năng kháng cự. Vào ngày 17 tháng 8 năm 1990, căng thẳng leo thang đã thành một cuộc nổi dậy của người Serb ở Croatia. Cuộc nổi dậy tập trung ở các khu vực người Serb chiếm đa số ở Dalmatia, xung quanh thành phố Knin, và ở các khu vực Lika, Kordun, Banovina và miền đông Croatia. Vào tháng 1 năm 1991, Serbia, được hỗ trợ bởi Montenegro, vùng Vojvodina và Kosovoa, đã thực hiện hai nỗ lực không thành để được Tổng thống Nam Tư chấp thuận triển khai JNA để giải giáp lực lượng an ninh Croatia.
Sau một cuộc giao tranh không đổ máu giữa quân nổi dậy người Serb và cảnh sát đặc nhiệm Croatia vào tháng 3, JNA, được hỗ trợ bởi Serbia và các đồng minh, đã yêu cầu Tổng thống liên bang cấp quyền hạn thời chiến và tuyên bố tình trạng khẩn cấp. Yêu cầu bị từ chối vào ngày 15 tháng 3 năm 1991, và JNA chuyển sang quyền kiểm soát của Tổng thống Serbia Slobodan Milošević vào mùa hè năm 1991 khi liên bang Nam Tư bắt đầu tan rã. Vào cuối tháng, xung đột đã leo thang, dẫn đến những người đầu tiên thiệt mạng trong cuộc chiến. JNA sau đó đã tham gia để hỗ trợ quân nổi dậy và ngăn chặn cảnh sát Croatia can thiệp. Vào đầu tháng 4, các nhà lãnh đạo cuộc nổi dậy của người Serb ở Croatia đã tuyên bố ý định hợp nhất các khu vực do họ kiểm soát với Serbia. Chính phủ Croatia coi đây là một hành động ly khai.

## Diễn biến

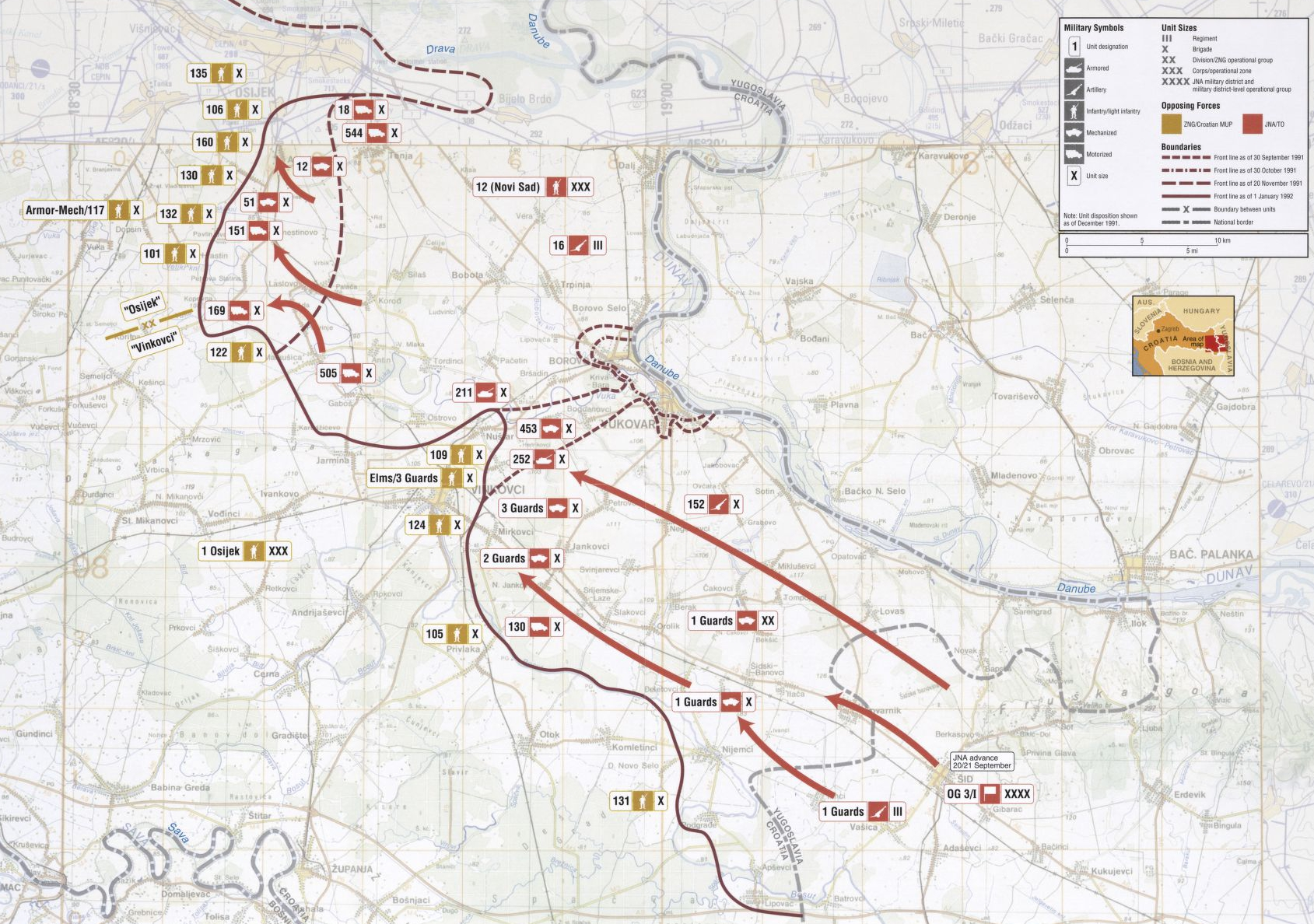
Bản đồ cho thấy các cuộc giao tranh ở miền đông Slavonia, tháng 9 năm 1991 - tháng 1 năm 1992; Osijek nằm ở góc trái trên bản đồ

JNA đã can thiệp trực tiếp vào Croatia lần đầu tiên vào ngày 3 tháng 7 năm 1991, đẩy lực lượng Croatia ra khỏi Baranja, phía bắc Osijek, và ra khỏi Erdut, Aljmaš và Dalj phía đông Osijek, theo sau đó là cuộc tiến công liên tục xung quanh Osijek, Vukovar và Vinkovci. Tại một số nơi, các vị trí của JNA đã tiến tới gần, chỉ cách giới hạn thành phố Osijek vài trăm yard..
Các đơn vị JNA gần Osijek trực thuộc Quân đoàn 12, do Andrija Biorčević chỉ huy. Trong thành phố, có một số lực lượng thuộc JNA đóng quân như Lữ đoàn Cơ giới hóa vô sản 12 và Trung đoàn Pháo hỗn hợp 12. Lữ đoàn Cơ giới hóa vô sản 12 là một trong số ít lữ đoàn luôn duy trì ở trạng thái sẵn sàng chiến đấu. Osijek được chọn làm điểm xuất phát trong kế hoạch cho cuộc tấn công theo về phía tây nhằm vào Našice và Bjelovar.
Các lực lượng Croatia trong khu vực trực thuộc Bộ Chỉ huy Vùng Tác chiến ở Osijek do Karl Gorinšek đứng đầu. Dù vậy, trên thực tế, việc phòng thủ của thành phố được giám sát bởi Branimir Glavaš, người đứng đầu Văn phòng Quốc phòng ở Osijek vào thời điểm đó, theo thông tin được trình bày tại phiên tòa Glavaš vào những năm 2000. Glavaš chính thức trở thành chỉ huy lực lượng phòng thủ thành phố vào ngày 7 tháng 12 năm 1991.

### Bắn phá thành phố

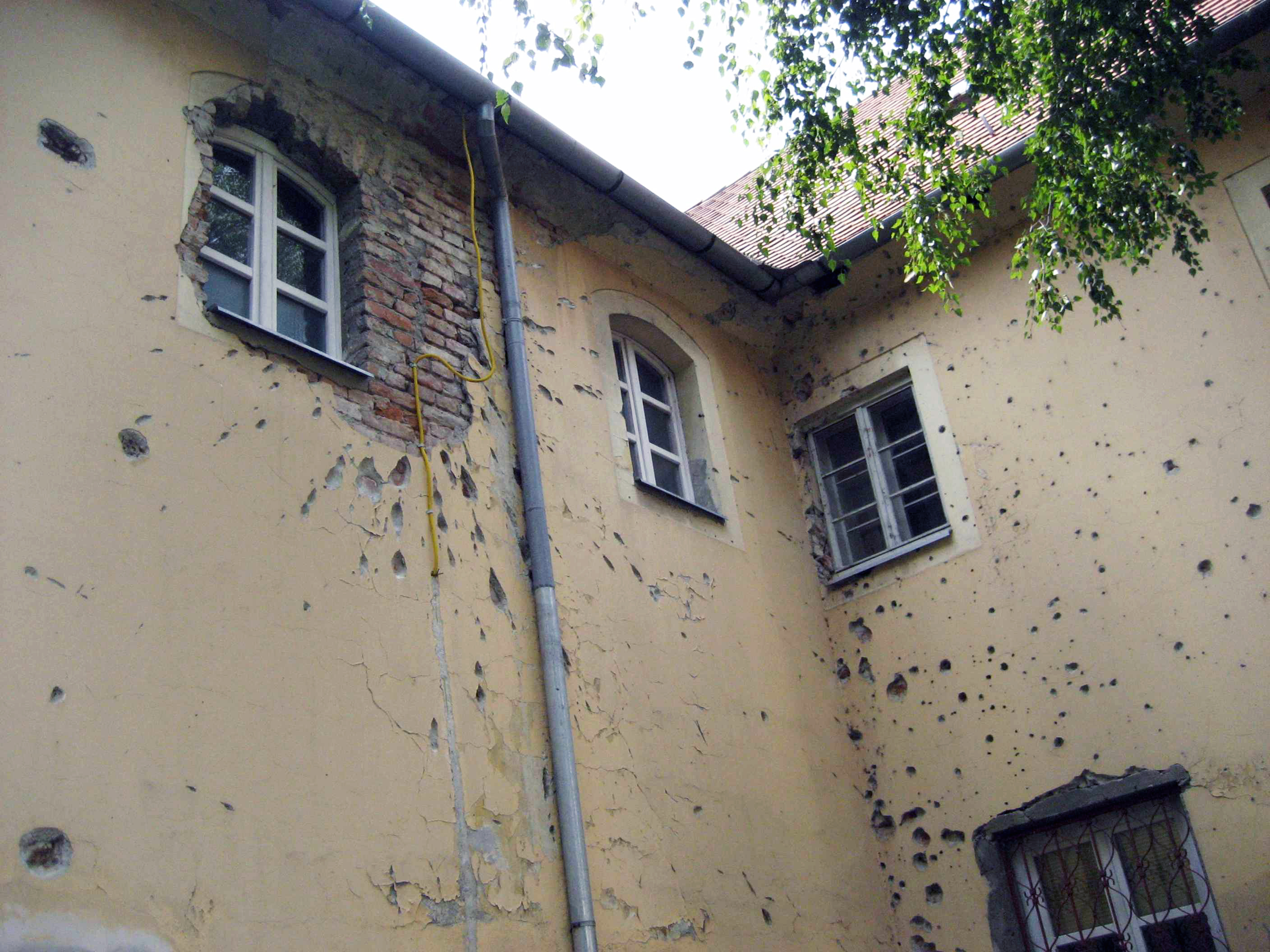
Sửa chữa một phần thiệt hại do bắn phá ở Osijek

JNA tấn công lần đầu tiên Osijek vào ngày 31 tháng 7 năm 1991, và bắn phá trung tâm thành phố vào ngày 19 tháng 8 năm 1991. Các cuộc tấn công từ phía bắc, đông và nam Osijek, được hỗ trợ bởi các đơn vị đồn trú JNA đóng tại Osijek. Vào ngày 7-9 tháng 9, một trận chiến bất phân thắng bại đã diễn ra ở Tenja, trong phạm vi ba kilômét (1,9 dặm) thành phố. Các đơn vị đồn trú của JNA bị bao vây bởi lực lượng Croatia vào giữa tháng 9. Sau khi một doanh trại ở trung tâm thành phố bị chiếm vào ngày 15 tháng 9 năm 1991, lực lượng JNA còn lại đã cố gắng xuyên thủng vòng vây quân đội Croatia xung quanh doanh trại. Sau khi giao tranh ác liệt, lực lượng này đã đến được các vị trí của JNA ở phía nam Osijek vào ngày 17 tháng 9 năm 1991. Sau đó, cường độ các cuộc pháo kích tăng lên, đạt đỉnh điểm trong suốt tháng 11 và tháng 12. Lệnh ngừng bắn được thực hiện vào tháng 1 năm 1992 nhờ kế hoạch Vance, và các cuộc pháo kích đã dần dừng lại, và chấm dứt hoàn toàn vào tháng 6.
Vào lúc đỉnh điểm, cường độ bắn phá là có thể lên tới một quả đạn mỗi phút, và các cuộc tấn công bằng pháo binh được hộ trợ bởi Không quân Nam Tư. Theo Croatia, tổng cộng 6.000 quả đạn pháo đã được bắn vào Osijek trong giai đoạn này. Trước khi bắt đầu sau trận pháo kích, dân số nội thành Osijek là 104.761 và dân số khu vực đô thị là 129.792. Những con số này đã giảm đáng kể sau khi người dân chạy trốn khỏi các cuộc giao tranh. Ước tính rằng chỉ có khoảng một phần ba người dân ở lại thành phố vào cuối tháng 11, với một số nguồn đưa ra ước tính thậm chí còn thấp hơn, cho thấy rằng dân số là giảm xuống chỉ còn 10.000 người trong thời kỳ khốc liệt nhất. Những người ở lại thường ngủ trong các hầm trú bom.

### Trên mặt đất
Sau khi JNA chiếm được Vukovar vào ngày 18 tháng 11, Quân đoàn 12, được hỗ trợ bởi Lực lượng Vệ binh Tình nguyện Serb, bắt đầu tây tiến đến khu vực giữa Vinkovci và Osijek vào ngày 20 tháng 11. Osijek dường như là mục tiêu tiếp theo của JNA,, sau này được xác nhận bởi Života Panić, chỉ huy của Quân khu 1 JNA.
Vào ngày 21 tháng 11 năm 1991, JNA đã chiếm được các làng Stari Seleš, Novi Seleš và Ernestinovo nằm cách Osijek khoảng mười kilômét (6,2 dặm) về phía nam, và Laslovo, năm kilômét (3,1 dặm) phía nam Ernestinovo, ba ngày sau đó. Điều này đe dọa Đakovo và chỉ ra khả năng Osijek bị bao vây. Vào ngày 4 tháng 12 năm 1991, Đặc phái viên của Tổng Thư ký Liên Hợp Quốc Cyrus Vance đã đến Osijek kiểm tra thiệt hại.
Vào đầu tháng 12, JNA đã đạt được những bước tiến nhỏ, chiếm được Antunovac sáu kilômét (3,7 dặm) về phía nam Osijek vào ngày 5 tháng 12 năm 1991.  Cùng ngày, một lực lượng JNA đã tấn công các vị trí do Lữ đoàn 106 Croatia trấn giữ trong Rừng Rosinjača gần Nemetin, cách khoảng hai kilômét (1,2 dặm) về phía đông Osijek, nhưng không thành công. Vào ngày 6 tháng 12, JNA đã đẩy lui quân đội Croatia khỏi Tenja, theo sau là một cuộc tấn công vào Osijek bị Quân đội Croatia đẩy lui  (Hrvatska vojska  –  HV) vào ngày 7 tháng 12. Ngày 11 tháng 12, HV tiến vào ngôi làng tiền tuyến Paulin Dvor, chưa đầy ba kilômét (1,9 dặm) phía tây Ernestinovo, và hành quyết 19 thường dân (18 người Serb và một người Hungary). JNA đã chiếm lại Paulin Dvor năm ngày sau đó, vào ngày 16 tháng 12, và tấn công Osijek một lần nữa. HV đã kiềm chế được cuộc tấn công, mặc dù giao tranh vẫn tiếp diễn ở phía nam Osijek cho đến tháng 1 năm 1992.

### Chiến dịch Devil's Beam
Bước tiến của JNA đã đe dọa quyền kiểm soát của HV đối với một đầu cầu hẹp bắc qua sông Drava phía bắc của thành phố. Đến giữa tháng 12, đầu cầu được thu gọn lại thành một dải đất đối diện Osijek, bao gồm khu ngoại ô Podravlje và Tvrđavica. HV sau đó đã phát động Chiến dịch Devil's Beam (tiếng Croatia: Operacija Đavolja greda) vào ngày 17–18 tháng 12, với sự tham gia của Tiểu đoàn 1 thuộc Lữ đoàn 135, lực lượng đặc nhiệmTiểu đoàn Frankopan và đơn vị cảnh sát đặc nhiệm Orao, đội sông Drava, pháo lực lượng Đồn cảnh sát Beli Manastir 4,. Chiến dịch đã thành công đẩy lùi JNA về phía bắc, sang bên kia qua hồ Stara Drava nằm cách khoảng bốn kilômét (2,5 dặm) về phía bắc Osijek. JNA cũng rút khỏi làng Kopačevo về phía Darda và Vardarac, nhưng HV không có đủ nguồn lực để tận dụng cơ hội. HV mất tám người trong cuộc tấn công, nhưng nhờ vậy cuộc tiến công Osijek từ phía bắc của JNA đã dừng lại.

## Hậu quả
Đến tháng 6 năm 1992, khoảng 800 người đã thiệt mạng do trận chiến. Đến cuối Chiến tranh giành độc lập Croatia vào năm 1995, tổng số 1.724 người từ Osijek đã thiệt mạng, bao gồm 1.327 binh sĩ và 397 dân thường. Thành phố đã phải chịu thiệt hại lớn trong chiến tranh, với phần lớn do hậu quả của cuộc bắn phá năm 1991–92. Thiệt hại trực tiếp ước tính tổng cộng 1,3 tỷ đô la Mỹ. Trong trận chiến, có 400 tình nguyện viên thường xuyên ghi lại những thiệt hại này.
Mặc dù truyền thông đưa tin về vụ bắn phá Osijek, nhưng bản thân các nhà báo trong thành phố cảm thấy rằng sự kiện nhận được ít sự quan tâm của truyền thông so với các sự kiện khác. Các cuộc tấn công vào Osijek đã được ủng hộ bởi tờ báo Pravoslavlje  do Nhà thờ Chính thống giáo Serbia xuất bản. Tờ báo cho rằng cuộc tấn công như một phần của cuộc "thánh chiến", đặt trong bối cảnh về các vụ thảm sát người Serb trong Thế chiến II và các trại tập trung ở Nhà nước Độc lập Croatia.
JNA rút khỏi Croatia vào năm 1992, nhưng vẫn tiếp tục cung cấp nhân lực và trang thiết bị cho Quân đội Cộng hòa Serbia Krajina (ARSK) kiểm soát các khu vực trước đây do JNA nắm giữ. Mặc dù lực lượng gìn giữ hòa bình của Liên hợp quốc đã triển khai đến khu vực này theo kế hoạch Vance và giữ hầu hết vũ khí hạng nặng ARSK, Osijek đã bị bắn phá một số lần trong suốt cuộc chiến — cuộc tấn công cuối cùng xảy ra vào tháng 9 năm 1995. Các hành động thù địch chấm dứt vào tháng 11 năm 1995 thông qua Thỏa thuận Erdut đảm bảo khôi phục chủ quyền của Croatia trong khu vực.
Vào tháng 11 năm 2010, Tổng thống Croatia Ivo Josipović chính thức xin lỗi về vụ thảm sát Paulin Dvor, ngay sau khi người đồng cấp Serbia Boris Tadić đưa ra lời xin lỗi chính thức về vụ thảm sát Vukovar.

### Xét xử tội ác chiến tranh
Năm 2008, chính quyền Croatia chính thức buộc tội Boro Ivanović, sĩ quan chỉ huy Lữ đoàn cơ giới hóa vô sản 12, và 12 sĩ quan JNA khác về tội ác chiến tranh. Các cáo buộc bao gồm cái chết của 307 thường dân ở Osijek và các khu vực lân cận, làm bị thương 171 thường dân khác và phá hủy ít nhất 1.188 công trình kiến trúc khác nhau. Tính đến  năm 2013, phần lớn các sĩ quan bị truy tố vẫn còn ở Serbia.
Năm 2005, Tòa án Osijek đã kết án cựu binh sĩ Croatia Nikola Ivanković 15 năm tù vì liên quan đến vụ thảm sát Paulin Dvor. Vào năm 2012, Enes Vitesković cũng bị kết án vì liên quan đến vụ thảm sát này và nhận bản án 11 năm.
5 chiến binh Croatia cũng bị buộc tội và kết án 11 tội danh giết người, một tội cố ý giết người và một tội tra tấn thường dân Serb được tìm thấy trong doanh trại của JNA. Họ nhận bản án tù từ 5 đến 8 năm. Glavaš, người bị xét xử cùng với họ vì cùng tội danh, đã nhận bản án 10 năm. Trước khi xét xử kết thúc vào năm 2009, để tránh dẫn độ, Glavaš chạy trốn đến Bosnia và Herzegovina, và được cấp quyền công dân. Bản án của Glavaš được giảm xuống còn 8 năm và việc xét xử kết thúc vào năm 2010, khi Glavaš bị bắt và thực hiện án tù ở Bosnia và Herzegovina. Vào tháng 1 năm 2015, bản án đã được Tòa án Hiến pháp Croatia hủy bỏ, chờ xét xử lại trước Tòa án tối cao Croatia.